# L'Apparition de l'Ange à sainte Claire, sainte Agnès d'Assise et sainte Colette de Corbie
L'Apparition de l'Ange à sainte Claire, sainte Agnès d'Assise et sainte Colette de Corbie est une peinture à l'huile sur bois de chêne peinte au début du XVIe siècle vraisemblablement par l'atelier du peintre flamand Quentin Metsys pour le couvent de Jésus de Setúbal (pt). Le tableau se trouve actuellement au Musée de Setúbal.
Le tableau représente l'apparition d'un ange à trois saintes de l'ordre des Clarisses : sainte Claire, la fondatrice de l'ordre, sainte Agnès, sœur et compagne monastique de Claire, et sainte Colette de Corbie, réformatrice de l'ordre des Clarisses. Ce tableau veut démontrer l'approbation sacrée de leur pratique religieuse et inciter à suivre cette même pratique.
L'Apparition de l'Ange à sainte Claire, sainte Agnès d'Assise et sainte Colette de Corbie montre le goût des Portugais pour l'art de Metsys. Il a été attribué à Metsys par l'historien Luís Reis Santos.

## Contexte
Quentin Metsys est né à Louvain en 1466, mais s'est installé à Anvers en 1491 où il a vécu dans la prospérité, travaillant intensément jusqu'à sa mort en 1529. En 1499, le comptoir portugais est transféré de Bruges à Anvers, et avec lui la communauté des marchands portugais. Il est donc compréhensible que les acheteurs de peinture portugais préfèrent le plus grand atelier de peinture d'Anvers et que le nom de Metsys (« mestre Quintino ») était largement connu et invoqué par les connaisseurs.
La reine Éléonore et le roi Manuel Ier ont commandé, directement auprès de Metsys, le Polyptyque des Sept Douleurs de Marie (pt) pour le couvent de la Mère de Dieu (pt) de Lisbonne, et le Triptyque de la Passion du Christ (pt) pour le couvent de Santa Clara-a-Velha (pt) de Coimbra. D'autres ensembles et panneaux isolés au Portugal, à Tomar, à Madre de Deus et à Setúbal, viennent de son atelier, comme le portrait de la reine Élisabeth de Portugal réalisé pour les festivités de béatification, en 1516.
Le couvent de Jésus de Setúbal a été fondé en 1489 et a été parrainé à partir de 1492 par la reine Éléonore qui, en 1509, a fondé le couvent de la Mère de Dieu (pt) suivant les deux préceptes de la réforme de sainte Colette, et étant le seul couvent des Clarisses au Portugal au début du XVIe siècle.
Ainsi, on peut voir l'intérêt des deux couvents pour des thèmes tels que la remise de la règle à sainte Claire, ou l'apparition de l'ange aux saints, qui ont sanctionné iconographiquement l'esprit de la réforme et le sens spirituel des nouvelles congrégations et qui a conduit à la commande de cette Apparition de l'Ange à sainte Claire, sainte Agnès d'Assise et sainte Colette de Corbie pour le couvent de Setúbal, ainsi que de deux autres tableaux qui suivent de près sa composition, dont l'un est destiné au couvent de Xabregas et encore un autre pour le couvent de Setúbal.

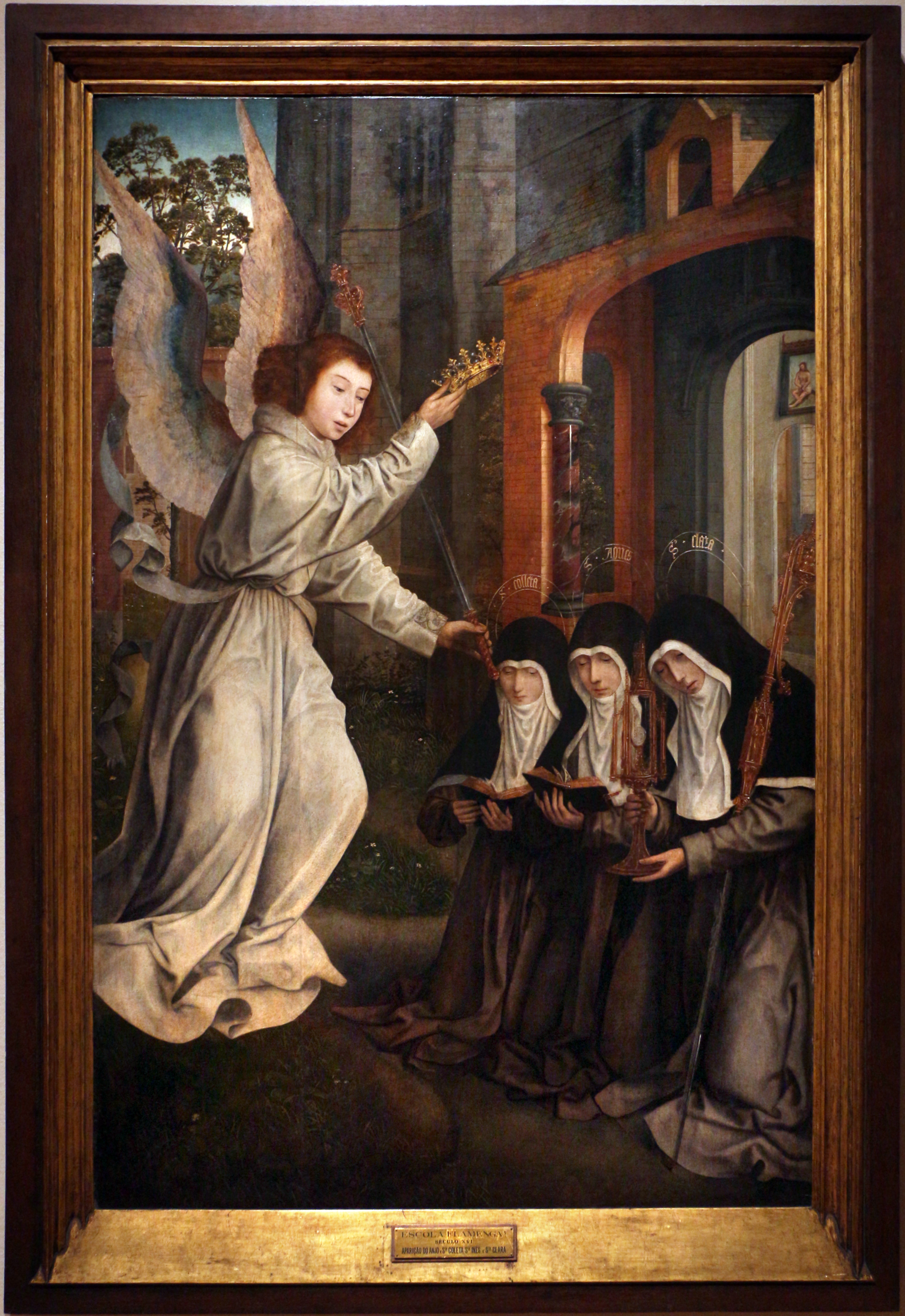
Apparition de l'Ange à sainte Claire, sainte Agnès et sainte Colette (début du XVIe siècle), par un peintre flamand inconnu, au MNAA

## Description et style
L'Apparition de l'Ange à sainte Claire, sainte Agnès d'Assise et sainte Colette de Corbie montre un ange vêtu d'une large robe blanche et d'ailes scintillantes bénissant et couronnant les trois saintes agenouillées à l'extérieur d'un monastère : Claire, la plus à gauche, Agnès, la sœur de Claire, et Colette, la plus à droite des trois, mais en position centrale dans le tableau. L'église est une évocation de la vie monastique, tandis que d'autres images éparses évoquent la dévotion au Christ, à la Vierge et aux saints. Sur le portail de l'église, il y a une sculpture de la Vierge à l'Enfant et, couronnant la crosse de sainte Claire, est une Pietà, tandis que le bâton de sainte Colette montre la Vierge à l'Enfant. À l'intérieur du bâtiment, vous pouvez voir une image de Saint Barthélemy et, sur la croix de la crosse de sainte Claire, ce sont les apôtres Pierre et Paul qui sont représentés.
De cette iconographie plutôt rare, qui entend représenter la reconnaissance divine de l'action des fondatrices et de la réformatrice de l'ordre des Clarisses, seuls deux autres exemples sont connus au Portugal. Une peinture, également d'origine flamande, du couvent de Madre de Deus, et qui fait partie de la collection du MNAA, qui renverse la composition de Setúbal, et un panneau peint par Jorge Afonso dans les années 1520 pour le retable du maître-autel du couvent de Jésus à Setúbal.